# Felicia Gaudiano
Felicia Gaudiano (Albanella, 9 gennaio 1966) è una politica italiana.

## Biografia
Vive ad Albanella (Salerno); si è laureata in Economia e Commercio all'Università di Bologna, di professione è commercialista.

### Carriera politica
Alle elezioni politiche del 2018, Gaudiano viene eletta al Senato della Repubblica, nelle liste del Movimento 5 Stelle nella circoscrizione Campania.
Il 17 luglio 2018, entra a far parte della Commissione di Vigilanza Rai.. Non viene rieletta nel 2022.
Nel maggio del 2024, in occasione delle elezioni europee, viene candidata nella lista del M5S per la circoscrizione meridionale.
L'8 gennaio 2025 Gaudiano è nominata senatrice a seguito del decesso del senatore Francesco Castiello, tornando a ricoprire tale incarico dopo averlo precedentemente ricoperto dal 2018 al 2022.